# Mary Cartwright
Mary Lucy Cartwright (Aynho, 17 de dezembro de 1900 — Cambridge, 3 de abril de 1998) foi uma matemática britânica. Ela foi uma das pioneiras do que mais tarde ficaria conhecido como teoria do caos. Junto com J. E. Littlewood, Cartwright viu muitas soluções para um problema que mais tarde seria visto como um exemplo do efeito borboleta.

## Carreira
Ao longo de sua carreira, Cartwright escreveu mais de noventa artigos sobre vários conceitos matemáticos diferentes. Suas contribuições estenderam-se a tópicos como a série de Dirichlet, soma de Abel, direções dos spreads de Borel, funções analíticas regulares no disco unitário, os zeros de funções integrais, módulos máximo e mínimo e funções de ordem finita em um ângulo. 

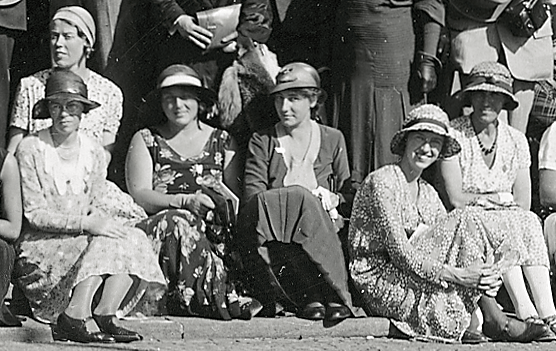
Da esquerda para a direita, em segundo plano: Sra. Young; frente: Sra. Skewes, Sra. Schieldrop (mulher de Edgar Bonsak Schieldrop), Sra. Tricomi (mulher de Francesco Tricomi), Mary Cartwright, não identificada. Congresso Internacional de Matemáticos em Zurique, 1932.

Em 1936, Cartwright tornou-se diretor de estudos em matemática no Girton College. Em 1938, ela começou a trabalhar em um novo projeto que teve um grande impacto na direção de sua pesquisa. O Conselho de Pesquisa de Rádio do Departamento de Pesquisa Científica e Industrial produziu um memorando sobre certas equações diferenciais que surgiram do trabalho de modelagem de rádio e radar.  Eles perguntaram à London Mathematical Society se eles poderiam ajudar a encontrar um matemático que pudesse trabalhar nesses problemas e ela se interessou. A dinâmica por trás dos problemas não era familiar para Cartwright, então ela procurou Littlewood para obter ajuda com esse aspecto. Eles começaram a colaborar estudando as equações, o que surpreendeu muito os dois:
Para fazer alguma coisa, continuávamos a fazer a coisa sem nenhuma perspectiva terrena de "resultados"; de repente, toda a vista da estrutura dramática e fina das soluções nos encarou de frente.
A estrutura fina descrita aqui é hoje vista como um exemplo típico do efeito borboleta. A colaboração levou a resultados importantes que influenciaram muito a direção que a moderna teoria dos sistemas dinâmicos tomou. Embora a dupla não tenha fornecido a resposta a tempo, eles conseguiram desviar a atenção dos engenheiros de equipamentos defeituosos para formas práticas de compensar o "ruído" elétrico - ou flutuações erráticas - sendo produzido.
Em 1945, Cartwright simplificou a prova elementar de Hermite da irracionalidade de π. Ela definiu sua versão da prova como uma pergunta Mathematical Tripos, mais tarde publicada em um apêndice ao livro de Sir Harold Jeffreys, Scientific Inference. Em 1947, ela foi eleita Fellow of the Royal Society e, embora ela não tenha sido a primeira mulher a ser eleita para essa sociedade, ela foi a primeira matemática do sexo feminino.
De 1957 a 1960, ela foi presidente da Cambridge Association of University Women. Depois de se aposentar de Girton, ela foi professora visitante na Brown University de 1968 a 1969 e na Claremont Graduate School de 1969 a 1970. Cartwright morreu em Cambridge, em 3 de abril de 1998, aos 97 anos.

## Publicações
- Cartwright, M. L.; Littlewood, J. E. (1945). «On Non-Linear Differential Equations of the Second Order: I. the Equation y¨ − k (1-y 2 )y˙ + y = b λk cos(λl + α), k Large». Wiley. Journal of the London Mathematical Society. s1-20 (3): 180–189. ISSN 0024-6107. doi:10.1112/jlms/s1-20.3.180
- 1956: Integral Functions, Cambridge Tracts in Mathematics and Mathematical Physics No. 44
- Cartwright, M. L. (1964). «From Non-Linear Oscillations to Topological Dynamics». Wiley. Journal of the London Mathematical Society. s1-39 (1): 193–201. ISSN 0024-6107. doi:10.1112/jlms/s1-39.1.193